# Uateni
Uateni é uma comuna rural do sul do Mali da circunscrição de Sicasso e região de Sicasso. Segundo censo de 1998, havia 5 152 residentes, enquanto segundo o de 2009, havia 6 701. A comuna inclui 10 vilas, uma das quais, Tjila, é sua sede.